# Argyrosaurus superbus
Argyrosaurus superbus — вид ящеротазових динозаврів з групи титанозаврів (Titanosauria), що існував у пізній крейді (70 млн років тому).

## Історія відкриття

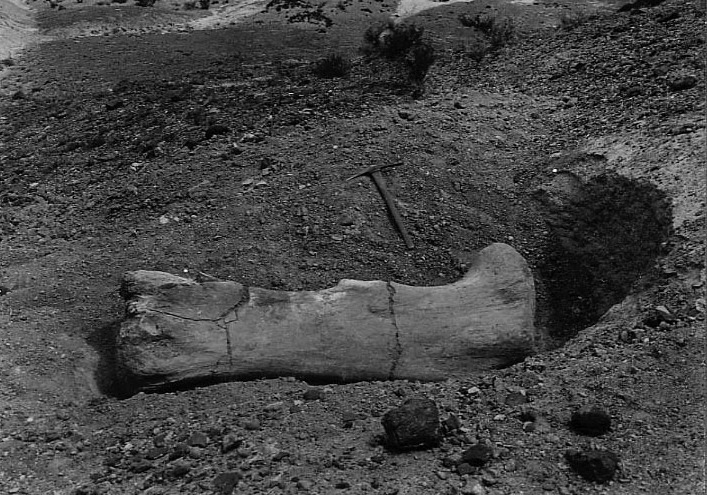
Стегнова кістка під час польових розкопок динозавра

Викопні рештки динозавра знайдені у 1893 році у відкладеннях формації Лаго-Колюе-Уапі в Патагонії на півдні Аргентини. Матеріал включав плечову кістку, ліктьову кістку, променеву кістку та всі п'ять п'ясткових кісток. На основі цих решток новий вид динозавра описав англійський палеонтолог Річард Лідеккер.

## Опис
Згідно з оригінальним описом аргірозавр був завроподом середнього розміру, який, за оцінками, мав довжину 17 метрів і вагу до 12 тонн. Однак у 2012 році Томас Гольц дав вищу оцінку: довжина 28 метрів і можлива вага 43,5—50,8 тонни.